# François-Joseph Terrasse Desbillons

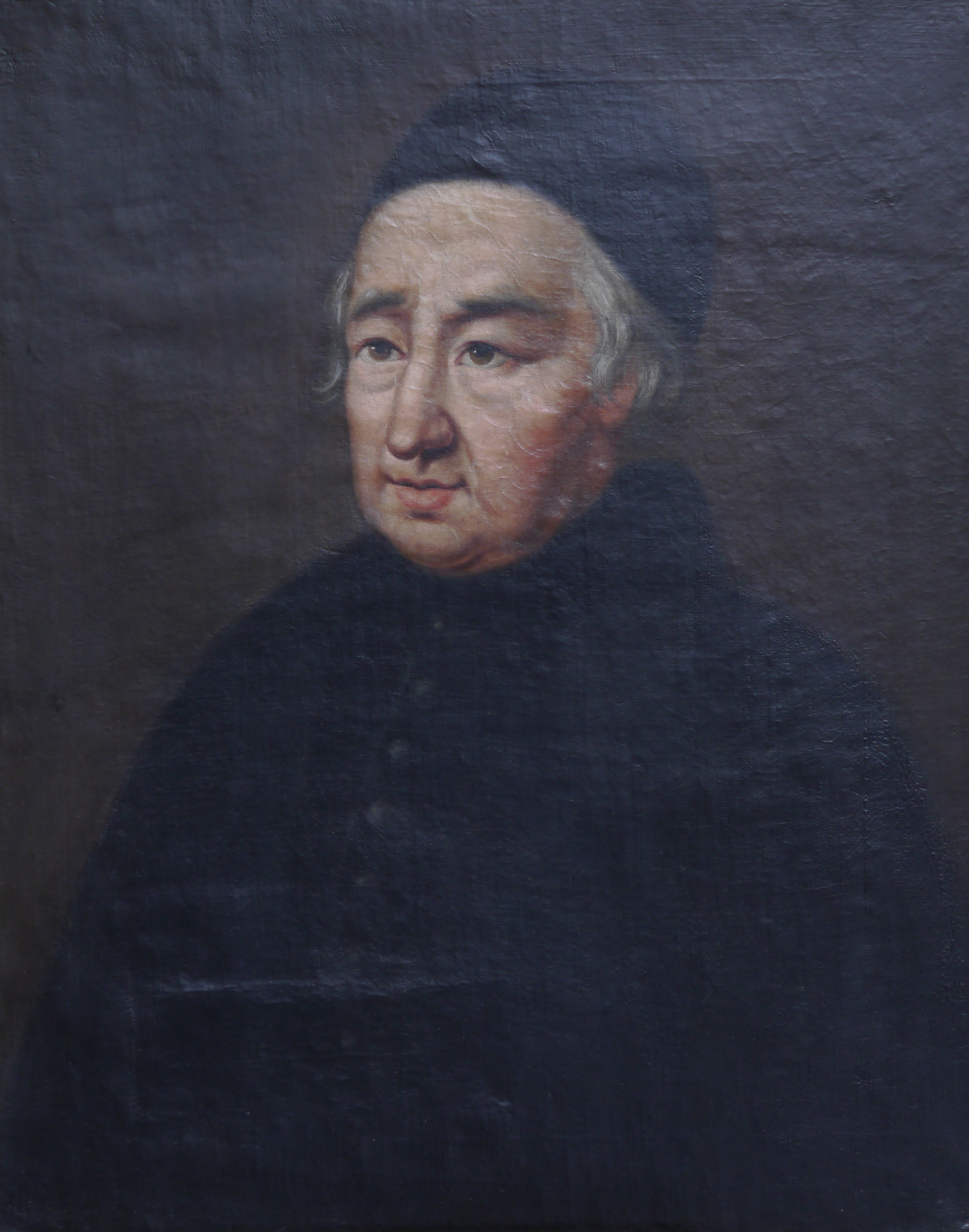
François-Joseph Terrasse Desbillons (vermutlich 1789)

François-Joseph Terrasse Desbillons SJ (* 8. Januar 1711 in Châteauneuf-sur-Cher, Département Cher; † 17. März 1789 in Mannheim) war ein französischer Jesuit, Fabeldichter und neulateinischer Schriftsteller. Desbillons war ein Zeitgenosse des Jesuiten und Astronomen Christian Mayer.

## Leben
Nach seiner Ausbildung am Jesuitenkolleg in Bourges trat Desbillons mit 16 Jahren (1727)
in den Jesuitenorden ein.
Er lehrte Geisteswissenschaften (insbesondere Rhetorik) in Nevers und am Collège du Mont in Caen. Ab 1736 war er als Professor für Grammatik am Collège Henri-IV de La Flèche tätig, ab 1742 unterrichtete er ebenda Rhetorik. Von 1744 bis 1748 lehrte er an der Universität in Bourges.
Später wechselte er ans Collegium Ludwigs XIV. in Paris,
wo er sich ganz der Literatur und der Veröffentlichung seiner in lateinischer Sprache verfassten Fabeln widmete.
Nach der Aufhebung des Jesuitenordens in Frankreich folgte Desbillons 1764 einer Einladung des Kurfürsten Karl Theodor nach Mannheim
und blieb dort bis zu seinem Tod.
Die Universitätsbibliothek Mannheim beherbergt Desbillons’ Sammlung von ca. 17.000 Büchern, außerdem seinen Nachlass mit Briefen von Élie Catherine Fréron, dem Pariser Verleger Joseph-Gérard Barbou, Élisabeth-Pauline de Brancas, der Marquise d’Albert, Guillaume-François Marion Dumersan, Marie-Antoinete-Félicité Caulaincourt, Étienne Lauréault de Foncemagne, dem Abbé Lambinel, seinem Bruder Jean-Pierre Terrasse, N. de Caux de Cappeval, dem Provinzial des Jesuitenordens in Frankreich Mathieu-Jean-Joseph Allanic, Saverio Bettinelli und Honoré-Nicolas Brocquevielle.

## Schriften
- Fabularum Aesopiarum libri quinque. 1754.
- Fabulae Mopsicae. 1768.
- Fables choisies du R. P. Des Billons, mises en vers françois. 1768.
- Histoire de la vie chrétienne et des exploits militaires d’Alberte-Barbe d’Ernecourt, connue sous le nom de Madame de Saint-Balmont. 1773.
- Nouveaux éclaircissements sur la vie et les ouvrages de Guillaume Postel. 1773; archive.org.
- Fabulae Aesopiae, curis posterioribus omnes. 1778; archive.org.
- Ars bene valendi, 1788.
- Carmen de pace christiana, sive de hominis felicitate. 1789.